# Francesco Battaglini
Francesco Battaglini (ur. 13 marca 1823 w Mirabello, zm. 8 lipca 1892 w Bolonii) – włoski duchowny katolicki, kardynał, arcybiskup Bolonii.
Święcenia kapłańskie przyjął 20 września 1845. 28 lutego 1879 został wybrany biskupem Rimini. Sakrę przyjął 9 marca 1879 z rąk kardynała Raffaele Monaco La Valletty (współkonsekratorami byli arcybiskup Giulio Lenti i biskup Carlo Laurenzi). 3 lipca 1882 objął stolicę metropolitalną Bolonii, na której pozostał już do śmierci. 27 lipca 1885 Leon XIII wyniósł go do godności kardynalskiej z tytułem prezbitera San Bernardo alle Terme.